# Janville (Eure-et-Loir)
Janville is een plaats en voormalige gemeente in het Franse departement Eure-et-Loir in de regio Centre-Val de Loire en telt 1697 inwoners (1999). De plaats maakt deel uit van het arrondissement Chartres.

## Geschiedenis
Janville is op 1 januari 2019 gefuseerd met de gemeenten Allaines-Mervilliers en Le Puiset tot de gemeente Janville-en-Beauce. 

## Geografie
De oppervlakte van Janville bedraagt 12,2 km², de bevolkingsdichtheid is 139,1 inwoners per km².
De onderstaande kaart toont de ligging van Janville (Eure-et-Loir) met de belangrijkste infrastructuur en aangrenzende gemeenten.

## Demografie
Onderstaande figuur toont het verloop van het inwonertal (bron: INSEE-tellingen).